# 甘榮益
甘榮益（1962年11月25日—），台灣退役男子羽毛球運動員、教練。甘榮益在球員時期活躍於1980年代的台灣羽壇，曾於1984年贏得全國羽球公開賽及全國排名賽男子單打冠軍，並代表中華隊出戰1986年湯姆斯盃:117, 149。退役後在台南經營羽球館，並自行擔任教練。

## 簡歷
甘榮益在國中一年級上羽球體育課時，時任西螺國中羽球教練的程峻彥認為他的反應不錯而邀請加入學校羽球隊:45。甘榮益在高中時加入鐵路局羽球隊，到軍中服役時則在陸軍的陸光羽球隊進行訓練，於1984年退伍並在同年年末連續獲得全國羽球公開賽以及全國排名賽男子單打冠軍，也因而取得國手資格。此後甘榮益連續三年代表國家隊出戰國際賽，包括1985年世界羽毛球錦標賽男單和男雙項目以及1986年湯姆斯盃的預賽。甘榮益在26歲時退役，受婚姻關係的影響而選擇到台南擔任教練至今，訓練出多名羽球選手，較為知名的有林家翾、許雅晴、陳詩盈等，並曾經短暫指導過加拿大華裔選手李文珊。

## 評價
《中華羽球雜誌》在中華民國73年度全國羽球排名賽期間舉行「最受歡迎球員」調查，甘榮益因其在比賽時的戒慎態度、旺盛鬥志及彬彬有禮的風度當選，並於當屆排名賽獲得男子單打冠軍。

## 家庭
甘榮益育有一雙兒女，兒子甘超宇就讀國立台北大學，為加拿大選手李文珊的個人教練；女兒甘育嘉就讀國立成功大學體育健康休閒管理研究所，現為臺南市立新興國民中學羽球教練。

## 經歷
- 五次全國排名賽單打冠軍
- 中正杯全國羽球公開賽單打冠軍、雙打亞軍
- 連續3年進入國家代表隊，參加過湯姆斯盃、世界羽毛球錦標賽等世界大賽
- 台南市基層訓練站總教練
- 台南市全國運動會總教練
- 世界盃青少年國家隊教練
- 中華民國羽球協會A級教練